# BionX
Bionx war ein kanadischer Hersteller von elektrischen Antrieben für Fahrräder mit elektrischer Unterstützung, sogenannte Pedelec. Am 27. Februar 2018 stellte BionX Canada einen Insolvenzantrag.
Da sich im Bieterverfahren kein Käufer für das Gesamtunternehmen fand, wurde am 14. Juni 2018 der Verkauf der kanadischen Produktions- und Büroeinrichtung an drei Aufkäufer vom Gericht bekanntgegeben.

## Geschichte
Die Firma ging aus der Firma EPS hervor, die bereits in den 1990er Jahren Pedelec-Antriebe anbot und gehört somit zu den Herstellern der ersten Stunde. Die Firmenzentrale von BionX befand sich in Aurora, Ontario, die deutsche Niederlassung in Haar bei München. Unter dem Namen BionX wurden die ersten Produkte in Kanada im Jahr 2003 verkauft, seit 2004 war BionX auch in Europa präsent und belieferte Händler in 15 Ländern.
Nach dem Insolvenzantrag am 27. Februar 2018 wurde die Produktion in Kanada zeitweise eingestellt und die 80 Mitarbeiter freigestellt, bis ein neuer Käufer für das Unternehmen gefunden sei.
Da die Suche nach einem Investor erfolglos verlief, wurde die Insolvenzmasse veräußert. Im Dezember 2018 kündigte auch BionX Europe die zeitnahe Aufgabe des Geschäftsbetriebs an, nachdem der Käufer der Insolvenzmasse signalisiert hatte, dass er an einer weiteren Kooperation nicht interessiert ist. Einzig die Ersatzteilversorgung läuft in Deutschland über die BionX Parts GBR weiter. In der Schweiz bietet die Betreiber der Seite bionx-service.ch weiterhin Service und Ersatzteilversorgung für BionX an.

## Technik
Der Hersteller stellte ausschließlich getriebelose Hinterrad-Nabenmotoren her, die zunächst als Nachrüst-Kits zur Umrüstung von herkömmlichen Fahrrädern, seit dem Jahr 2008 jedoch auch in Komplett-Pedelecs angeboten wurden. Nachdem anfangs Nickel-Cadmium-Akkumulatoren eingesetzt wurden, stellte der Hersteller später auf heute übliche Lithium-Ionen-Akkus um. Auf das Beginn produzierte P-System folgte im Jahr 2013 die D-Serie. Dieses kann ein höheres maximales Drehmoment liefern als ein Antrieb der P-Serie und eignet sich daher besonders für starke Anstiege.
Die Antriebe von BionX verfügen über eine Rekuperationsbremse und sind im Betrieb sehr leise.

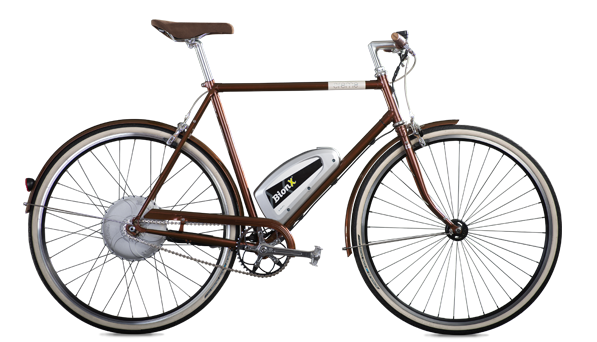
Pedelec mit Hinterrad-Nabenantrieb von BionX